# Associazione Sportiva Pro Gorizia
Maillots
L'Associazione Sportiva Pro Gorizia, plus couramment abrégé en Pro Gorizia, est un club italien de football fondé en 1919 et basé dans la ville de Gorizia, chef lieu de la province éponyme, au Frioul-Vénétie Julienne.
Le club joue ses matchs à domicile au Stade Enzo Bearzot, doté de 1 000 places.

## Histoire
Créé en 1919, le Pro Gorizia a été refondé en 2003.
Il est promu pour la première fois en Serie B en 1942 — mais ne peut disputer le tournoi en raison de la guerre. Il est réadmis en Serie B en 1946-1947. Parmi les joueurs qui disputèrent cette saison, l'équipe comptait dans ses rangs Enzo Bearzot, futur sélectionneur de la Squadra Azzurra, qu'il conduisit à la victoire dans la Coupe du monde 1982.

## Palmarès
| Compétitions nationales                                                          |
| -------------------------------------------------------------------------------- |
| - Championnat d'Italie D3 (2) : - Champion : 1941-42 (Gr. A) et 1942-43 (Gr. A). |

## Personnalités du club

### Présidents du club
- Franco Bonanno

### Entraîneurs du club
- Enrico Coceani
- Bruno Raicovi
- Fabio Franti

### Anciens joueurs du club
- Enzo Bearzot (1946 - 1948)